# Olympische Winterspiele 1992/Teilnehmer (Mexiko)
| Gelbes Symbol für Goldmedaillen mit stilisierten Olympischen Ringen | Graues Symbol für Silbermedaillen mit stilisierten Olympischen Ringen | Braundes Symbol für Bronzemedaillen mit stilisierten Olympischen Ringen |
| ------------------------------------------------------------------- | --------------------------------------------------------------------- | ----------------------------------------------------------------------- |
| —                                                                   | —                                                                     | —                                                                       |

Mexiko nahmen an den Olympischen Winterspielen 1992 im französischen Albertville mit 20 Athleten, 16 Männer und 4 Frauen, in vier Sportarten teil.
Dies war die bisher größte mexikanische Mannschaft bei Winterspielen. Flaggenträger war der Langläufer Roberto Alvárez. Mexiko blieb ohne Medaille, die beste Platzierung erreichte der mexikanische Viererbob mit Rang 28 unter 31 Mannschaften.

## Teilnehmer nach Sportarten

### Bob
Zweierbob
- Mexiko I
Roberto Tamés und Miguel Elizondo → 41. (4:14,22 min)

- Mexiko II
Jorge Tamés und Carlos Casar → 42. (4:14,63 min)

Viererbob
- Mexiko I
Luis Adrián Tamés, Ricardo Rodríguez, Francisco Negrete und Carlos Casar → 28. (4:05,14 min)

### Eiskunstlauf
Damen
- Mayda Navarro → 29. Platz

Herren
- Riccardo Olavarrieta → 30. Platz

### Ski Alpin
| Männer: - Eduardo Ampudia Super-G: → 87. (+ 23,82 s) Riesenslalom: → 72. (+ 40,62 s) - Jorge Eduardo Ballesteros Riesenslalom: → DNF Slalom: → DNF - Íñigo Domenech Super-G: → 85. (+ 22,25 s) - Juan-Carlos Elizondo Slalom: → 54. (+ 57,40 s) - Hubertus von Hohenlohe Abfahrt: → 38. (+ 12,61 s) Super-G: → 70. (+ 11,75 s) Kombination: → 36. - Carlos Mier y Terán Super-G: → DNF Riesenslalom: → 65. (+ 37,75 s) Slalom: → DNF - Germán Sánchez Riesenslalom: → 79. (+ 49,73 s) Slalom: → DNF | Frauen: - Veronica Ampudia Riesenslalom: → 44. (+ 1 min 2,51 s – letzte in der Wertung) Slalom: → 42. (+ 52,17 s – letzte in der Wertung) - Chus Cortina Riesenslalom: → 36. (+ 34,30 s) Slalom: → 36. (+ 34,45 s) - Samantha Teuscher Riesenslalom: → 41. (+ 49,94 s) Slalom: → 40. (+ 42,19 s) |

#### Langlauf
Männer
- Roberto Alvárez
10 km klassisch → 105. (40:28,5 min)
15 km Verfolgung → 94. (1:07:38,2 h)
30 km klassisch → 81. (2:01:28,1 h)
50 km frei → 67. (3:09:04,7 h – letzter in der Wertung)